# SET LIST～Greatest Songs 2006-2007～
《SET LIST ～Greatest Songs 2006-2007～》（日语：SET LIST ～グレイテストソングス 2006-2007～）是日本組合AKB48的首張專輯及精選輯，於2008年1月1日由DefSTAR Records發行。

## 概要
精選輯收錄了AKB48已經發行的六張單曲，其中包括《櫻花的花瓣們》、《裙襬飄飄》、《想見你》、《制服真礙事》、《曾不屑一顧的愛情》、《BINGO!》、《我的太陽》和《妳正在看着夕陽嗎？》，以及公演歌TeamA 3rd Stage「为了谁」的《生日夜》（誕生日の夜）和TeamK 2nd Stage「青春女孩」的《化作滾石吧》（転がる石になれ）。

### 參與成員
- Team A：板野友美、大江朝美、大島麻衣、小嶋陽菜、篠田麻里子、高橋南、戶島花、中西里菜、成田梨紗、前田敦子和峯岸南
- Team K：秋元才加、梅田彩佳、大島優子、小野惠令奈、河西智美、小林香菜、野呂佳代、松原夏海和宮澤佐江

## 歌曲列表
全碟作詞：秋元康
| 普通版 | 普通版                                  | 普通版     | 普通版             |
| 曲序   | 曲目                                    | 作曲       | 编曲               |
| ------ | --------------------------------------- | ---------- | ------------------ |
| 1.     | 《想見你》                              | BOUNCEBACK | 田口智則、稻留春雄 |
| 2.     | 《BINGO!》                              | 成瀨英樹   | 大內哲也           |
| 3.     | 《妳正在看着夕陽嗎？》（原始混音 ver.） | 岡田實音   | 高島智明           |
| 4.     | 《我的太陽》                            | 井上義正   | 井上義正           |
| 5.     | 《未來的果實》                          | 岡田實音   | 高島智明           |
| 6.     | 《Dear my teacher》（Team A）           | 岡田實音   | 景家淳             |
| 7.     | 《裙襬飄飄》（專輯混音 ver.）           | 岡田實音   | 梅堀淳             |
| 8.     | 《制服真礙事》                          | 井上義正   | 井上義正           |
| 9.     | 《Virgin Love》（專輯混音 ver.）        | 井上義正   | 井上義正           |
| 10.    | 《曾不屑一顧的愛情》                    | 井上義正   | 井上義正           |
| 11.    | 《生日夜》（Team A）                    | 岡田實音   | 高島智明           |
| 12.    | 《化作滾石吧》（Team K）                | 山崎燿     | Funta              |
| 13.    | 《櫻花的花瓣們》（Team A）              | 上杉洋史   | 樫原伸彥           |
| 14.    | 《想見你》（20位選拔成員 solo ver.）    |            |                    |